# 廷札谷
廷札谷（Tinjar Valles）是分布于火星阿蒙蒂斯区北纬38度、西经235.8度的一系列古老的溢出河床，长约425公里，以马来西亚现代的砂拉越的一条河流命名 ，它们被确定为是一条溢出河道。